# Harold Tennant
Harold John Tennant (ur. 1865 w Innerleithen w Peeblesshire, zm. 9 listopada 1935) – brytyjski polityk, członek Partii Liberalnej, minister w drugim rządzie Herberta Henry’ego Asquitha.

## Życiorys
Był synem Charlesa Clowa Tennanta i Emmy Winsloe. Wykształcenie odebrał w Eton College oraz w Trinity College na Uniwersytecie Cambridge. W latach 1894–1918 zasiadał w Izbie Gmin jako reprezentant okręgu Berwickshire.
W latach 1892–1895 był asystentem prywatnego sekretarza swojego szwagra, ministra spraw wewnętrznych Herberta Henry’ego Asquitha. W latach 1909–1911 był parlamentarnym sekretarzem przy Zarządzie Handlu. W latach 1911–1912 był finansowym sekretarzem w Ministerstwie Wojny, a następnie podsekretarzem stanu w tymże resorcie. Od lipca do grudnia 1916 r. był członkiem gabinetu jako minister ds. Szkocji.
Od 1914 r. był członkiem Tajnej Rady. W 1923 r. bez powodzenia startował w wyborach w okręgu Glasgow Central. Zmarł w 1935 r.